# Llywelyn Siôn
Llywelyn Siôn (Llywelyn of Llangewydd; ur. 1540, zm. ok. 1615) – poeta walijski. Niewiele o nim wiadomo. Nawet daty życia jego życia są niepewne. Był najprawdopodobniej zawodowym kopistą manuskryptów. Uważany jest za autora, który przekazał tradycję średniowiecznej poezji w języku walijskim.